# Света Петка (община Сопище)
Вижте пояснителната страница за други значения на Света Петка.
Света Петка (на македонска литературна норма: Света Петка) е село в община Сопище, Северна Македония.

## География
Разположено е в областта Кършияка в южното подножие на планината Водно.

## История
В XIX век Света Петка е село в Скопска каза на Османската империя. Според статистиката на Васил Кънчов („Македония. Етнография и статистика“) от 1900 г. Света Петка е населявано от 20 жители българи християни и 200 арнаути мохамедани.
След Междусъюзническата война в 1913 година селото попада в Сърбия.
На етническата си карта от 1927 година Леонард Шулце Йена показва Света Петка (Sveta Petka) като албанско село.
На етническата си карта на Северозападна Македония в 1929 година Афанасий Селишчев отбелязва Света Петка като албанско село.
Според преброяването от 2002 година селото има 712 жители.
| Националност     | Всичко |
| северномакедонци | 0      |
| албанци          | 701    |
| турци            | 0      |
| роми             | 0      |
| власи            | 0      |
| сърби            | 0      |
| бошняци          | 0      |
| други            | 11     |